# エトワール・サヘル
エトワール・スポルティーブ・デュ・サヘル（フランス語: Étoile Sportive du Sahel、アラビア語: النـجـم الرياضي الساحلي）は、チュニジアの東海岸、サヘル地方の都市スースを本拠地とするサッカークラブチームである。エトワール・サヘルとはフランス語で「サヘルの星」という意味である。

## 概要
FIFAクラブワールドカップ2007では3位決定戦で浦和レッドダイヤモンズにPKの末敗れ、4位となる。
サッカーの他にハンドボール、バレーボール、バスケットボール、柔道、レスリング部門を持っている。

## ライバル
エトワール・サヘルの最大のライバルは、エスペランス・スポルティーブ・ドゥ・チュニスである。他にクラブ・アフリカーン、CSスファクシアンともライバル関係にある。

## タイトル

### 国内タイトル
- チュニジア・リーグ: 10回
  - 1950, 1958, 1963, 1966, 1972, 1986, 1987, 1997, 2007 , 2016
- チュニジア・カップ: 10回
  - 1959, 1963, 1974, 1975, 1981, 1983, 1996, 2012, 2014, 2015
- リーグカップ: 1回
  - 2005
- チュニジア・スーパーカップ: 3回
  - 1973, 1986, 1987

### 国際タイトル
- アフリカンカップウィナーズカップ: 2回
  - 1997, 2003
- CAFカップ: 4回
  - 1995, 1999, 2006, 2015
- CAFチャンピオンズリーグ:　1回
  - 2007
- CAFコンフェデレーションカップ: 1回
  - 2006
- CAFスーパーカップ: 2回
  - 1998, 2008
- マグレビ・チャンピオンズ・カップ: 1回
  - 1972
- マグレビ・カップ・ウィナーズ・カップ: 1回
  - 1975

## 過去の成績
- 2003-04 チュニジア・リーグ 2位
- 2004-05 チュニジア・リーグ 2位
- 2005-06 チュニジア・リーグ 2位
- 2006-07 チュニジア・リーグ 1位
- 2007-08 チュニジア・リーグ 3位
- 2008-09 チュニジア・リーグ 3位
- 2009-10 チュニジア・リーグ 3位
- 2010-11 チュニジア・リーグ 2位
- 2011-12 チュニジア・リーグ 4位
- 2012-13 チュニジア・リーグ 2位
- 2013-14 チュニジア・リーグ 3位
- 2014-15 チュニジア・リーグ 2位
- 2015-16 チュニジア・リーグ 1位
- 2016-17 チュニジア・リーグ 2位
- 2017-18 チュニジア・リーグ 3位
- 2018-19 チュニジア・リーグ 2位

## 歴代監督
- ベルナール・カゾニ 2002
- メフメド・バジダレヴィッチ 2005-2006
- ベルトラン・マルシャン 2007-2009
- ピート・ハンベルク 2009
- Khaled Ben Sassi 2011-2012
- ロジェ・ルメール 2013-2014
- ファウジ・ベンザルティ 2014-2017
- ジョルジュ・レーケンス 2018
- ロジェ・ルメール 2018-2019
- ファウジ・ベンザルティ 2019
- フアン・カルロス・ガリード 2019-2020

## 歴代所属選手

### DF
- ホセ・クレイトン 1995-1998, 2001-2005
- カリム・ハグイ 2000-2004
- サベル・ベン・フレジ 2003-2007
- アムル・ジェマル 2006-2010

### MF
- カイ・ゴドバン 1995-2003, 2007
- ヤシン・シハウィ 1999-2007
- メジディ・トラウイ 2002-2008
- チャケル・ズアギ 2004-2006, 2009-2010

### FW
- ズベイル・ベヤ 1991-1997, 2003-2005
- イメド・ムハデビ1994-2001, 2004-2005
- ジアド・ジャジリ 1998-2002
- フランシレウド・サントス 1998-2000, 2010-2013
- カデル・ケイタ 2000-2002
- アミン・シェルミティ 2006-2008

## サプライヤーとスポンサー
| 期間      | サプライヤー | スポンサー              |
| --------- | ------------ | ----------------------- |
| 1995-1998 | Adidas       | Coca-Cola               |
| 1998-2001 | Adidas       | Coca-Cola               |
| 2001-2003 | Adidas       | Coca-Cola               |
| 2003-2006 | Adidas       | LG Boga Tunisie Telecom |
| 2006-2009 | Adidas       | LG Boga Tunisie Telecom |
| 2009-2011 | Diadora      | Orange                  |
| 2011-2012 | Nike         | Orange                  |
| 2012-2017 | Macron       | Ooredoo                 |
| 2017-2018 | Adidas       | Ooredoo                 |
| 2018-2021 | Macron       | SsangYong               |
| 2022-     | Umbro        | Tunisie Telecom         |